# Стеллион
Стеллио́н, или агама-гардун (лат. Stellagama stellio) — вид ящериц семейства агамовые, из монотипического рода Stellagama. Описан Карлом Линнеем в 1758 году под названием Lacerta stellio. До 2012 года включали в состав рода азиатских горных агам (Laudakia). Название видового эпитета stellio происходит от лат. stella — «звезда». Название рода составлено из двух слов — stellio, которое указывает на видовой эпитет вида, и agama, показывающее принадлежность рода к семейству Agamidae.

## Внешнее строение
Длина тела взрослых ящериц от рыла до анального отверстия обычно в пределах 10—13 см. Хвост может быть в полтора раза длиннее тела. Самцы немного крупнее самок. Максимальная общая длина тела и хвоста может быть до 30 см. Окраска тела изменчива, преимущественно серая и чёрная с желтоватыми пятнами. У самцов подвида Stellagama stellio stellio в брачный период голова жёлтая или красная. Чешуйки, идущие вдоль позвоночника, гетерогенные, неровные, крупнее, чем прочие чешуйки спины. Горловые чешуйки в виде киля.

## Биология и экология
Обитают на скалах, иногда могут забираться на деревья и стены домов. Отдельные особи, как самки, так и самцы, занимают индивидуальную территорию. При охране своей территории редко возникают случаи агрессивного поведения, что может говорить о способности индивидуального распознавания особей в пределах популяции. Питание ящериц подробно изучено на островах Додеканес. В пищевой рацион ящериц входит пища животного и растительного происхождения. Животная пища включает наземных моллюсков, паукообразных, клопов, жуков, перепончатокрылых и других насекомых. Особенно предпочитают муравьёв и пластинчатоусых жуков вида Blitopertha lineolata. Из растительной пищи в желудках ящериц часто встречались семена зонтичных и плоды терпентинного дерева. В Турции ящерицы питались только животной пищей, преимущественно перепончатокрылыми из семейств Formicidae и Apidae. Продолжительность жизни в природе до 10 лет, зрелости достигают в возрасте трёх лет. Самки Stellagama stellio picea производят две-три кладки в год от 4 до 12 яиц каждая. Паразитами Laudakia stellio в Турции являются шесть видов нематод Foleyella candezei, Parapharyngodon kasauli, Parapharyngodon tyche, Thelandros taylori, Strongyluris calotis.

## Классификация и распространение
В составе вида выделяют семь подвидов:
- Stellagama stellio brachydactyla (Haas, 1951) — Иордания, Саудовская Аравия, Египет (Северный Синай), и юг Израиля[11].
- Stellagama stellio cypriaca (Daan, 1967) — Кипр[12].
- Stellagama stellio daani (Beutler & Frör, 1980) — Греция (Центральная Македония, острова Эгейского моря, Крит) и Турция[13][14][15].
- Stellagama stellio picea (Parker, 1935) — Иордания, Сирия и Саудовская Аравия[16].
- Stellagama stellio salehi (Werner, 2006) — Южный Синай и юг Израиля[3].
- Stellagama stellio stellio (Linnaeus, 1758)typus — Греция (Киклады), Турция, Сирия, Ливан, Израиль и горные районы в Иордании[12].
- Stellagama stellio vulgaris (Sonnini & Latreille, 1802) — северо-восток Египта (Александрия и Каир)[3].